# Guido Vadalá
Guido Nahuel Vadalá (Rosario, 1997. február 8. –) argentin labdarúgó, jelenleg a Boca Juniors játékosa.

## Pályafutása
2015 nyarán 3.5 millió euróért két évre kölcsönbe érkezett a Juventus csapatához, mivel opciós joga is van az olasz együttesnek ezért 2017 áprilisában 9.4 millió euróért végleg megveheti Vadalát.